# Karasukská kultura

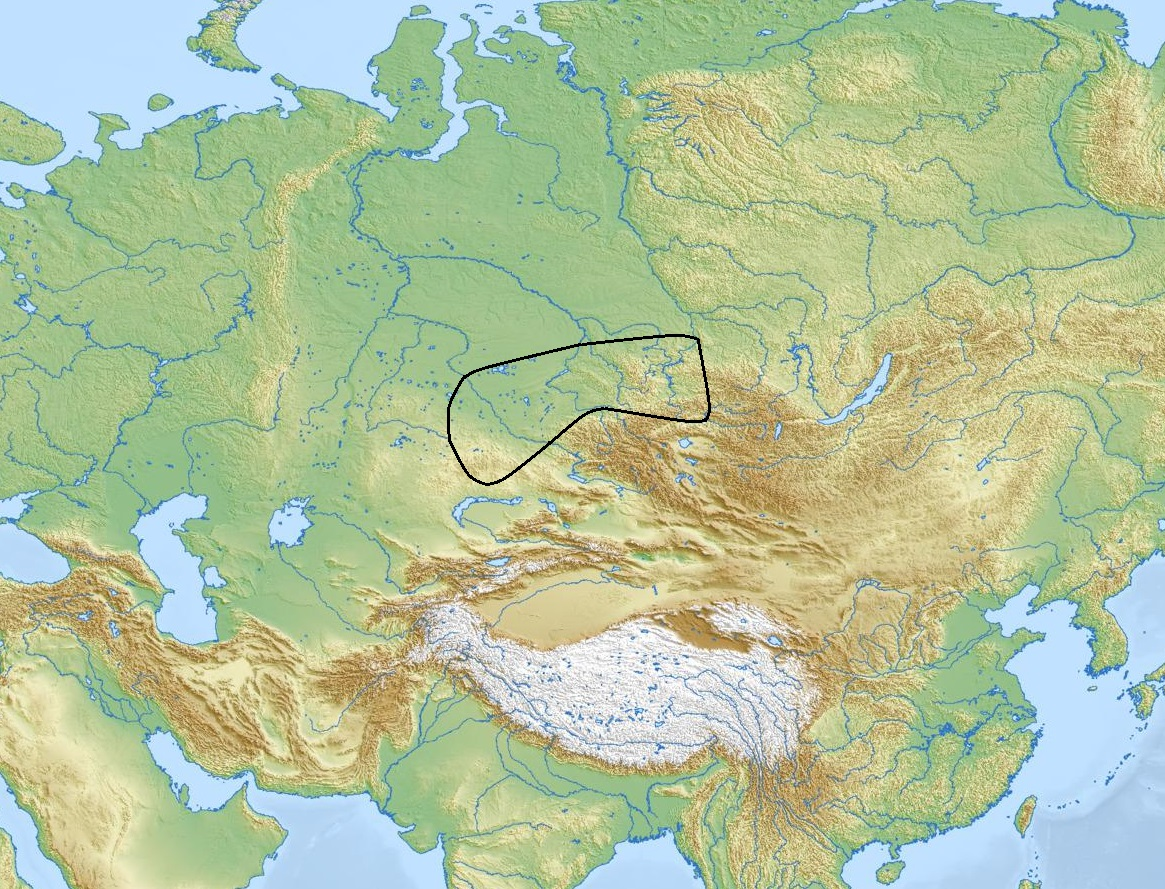
Oblast, kterou obývali lidé patřící ke karasukské kultuře

Karasukská kultura (rusky Карасукская культура) je skupina společností pozdní doby bronzové, která obývala oblast od Aralského jezera na východ po horní tok Jeniseje a na jih po pohoří Altaj a Ťan-šan. Datována je do období přibližně 1500 až 800 př. n. l.

## Obecný přehled
Ve východní části svého rozšíření se zdá, že karasukská kultura nahradila andronovskou kulturu, ze které se primárně zformovala spolu s vlivy z okunevské kultury.
Pozůstatky sídlišť jsou nalézány minimálně. Pohřbů je však známo nejméně 2000. Životně důležitý kontakt této kultury lze sledovat od severní Číny a oblasti Bajkalu až po Černé moře a Ural, což výrazně ovlivnilo uniformitu karasukské kultury. Karasukská kultura byla vystřídána tagarskou kulturou.
Hospodářství bylo založené jak na zemědělství tak na chovu dobytka. Podle dochovaných nálezů se zdá, že lidé karasukské kultury více kočovali, než v případě andronovské kultury. V karasukské kultuře byla také velmi rozvinutá metalurgie. Mezi nalezenými artefakty jsou i předměty z arzenového bronzu.
Lidé karasukské kultury žili v zemnicích a mrtvé pohřbívali v kamenných kistech pokrytých kurgany a obklopených čtvercovými kamennými ohradami. Z ohledu průmyslu šlo o zručné kovodělce. Mezi určující znak této kultury patří bronzový nůž se zakřivenými profily čepele a zdobenou rukojetí a koňské uzdy. Keramika je srovnávána s tou, která byla objevena v Mongolsku a v Číně. Pohřebiště na severovýchodě Číny také obsahují bronzové nože podobné těm pocházejícím z karasukské kultury. Jejich realistické uměleckého ztvárnění zvířat pravděpodobně přispělo k rozvoji skytsko-sibiřského uměleckého zvířecího stylu.
Počátky karasukské kultury jsou složité, ale obecně je přijímána myšlenka, že původ této kultury leží v andronovské kultuře s vlivy místních kultur žijících u Jeniseje. Etnická příslušnost je problematická, protože adronovská kultura byla spojována s Indoíránci, zatímco místní kultury byly považovány za nespojené s oblastí stepí. Přesto byla pro karasukskou kulturu navržena její proto-íránská příslušnost. Karasukské kmeny byly archeology popsány jako vykazující kavkazské/europoidní rysy. George van Driem navrhl jejich spojení s lidmi hovořícími jenisejskými jazyky a jazykem burušaskí a navrhl skupinu karasukských jazyků.
Megality zvané jelení kameny mohly být na jihovýchodě částečně postaveny nomády z karasukské kultury.

## Válečné vozy

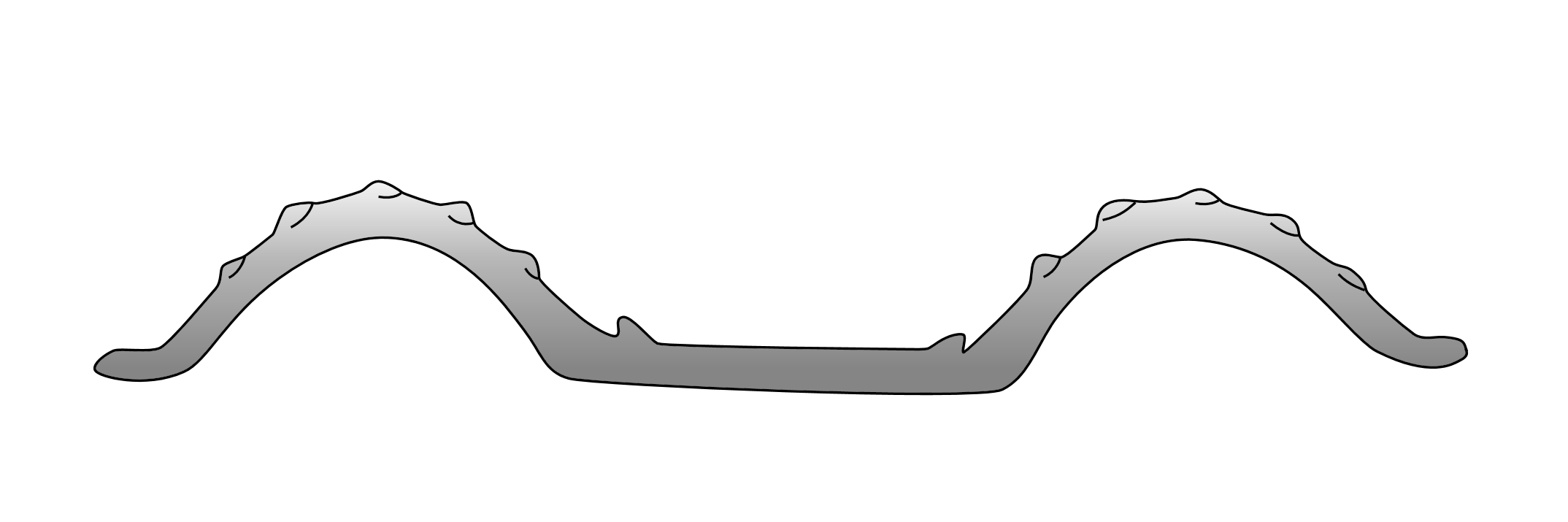
Bronzový otěžový hák, který sloužil k uchycení otěží; karasukská kultura

V karasukské kultuře existovaly válečné vozy s paprskovými koly tažené koňmi. Tato technologie byla původně potvrzena u kultury Sintašta (asi 2000 př. n. l.) a andronovskou kulturou se rozšířila na východ. Přestože nebyly nalezeny žádné karasukské vozy, jejich existenci naznačují výjevy na petroglyfech, příslušenství vozů, koňské uzdy a "pohřební vozy". Ty mají blízkou podobnost s vozy a vybavením nalezenými v Číně a datovanými do dynastie Šang (asi 1200 př. n. l.). Podobné je použití kol s paprsky a držáky otěží ve tvaru luku. Jak karasukské vozy, tak vozy z doby dynastie Šang mají také blízkou podobnost s vozy z Lčašenu v Arménii, které jsou datované přibližně do roku 1500 př. n. l. Podle hypotézy Wua z roku 2013 pochází vozy z období dynastie Šang z karasukské kultury a lze je chápat jako jejich "místní verzi".

## Metalurgie

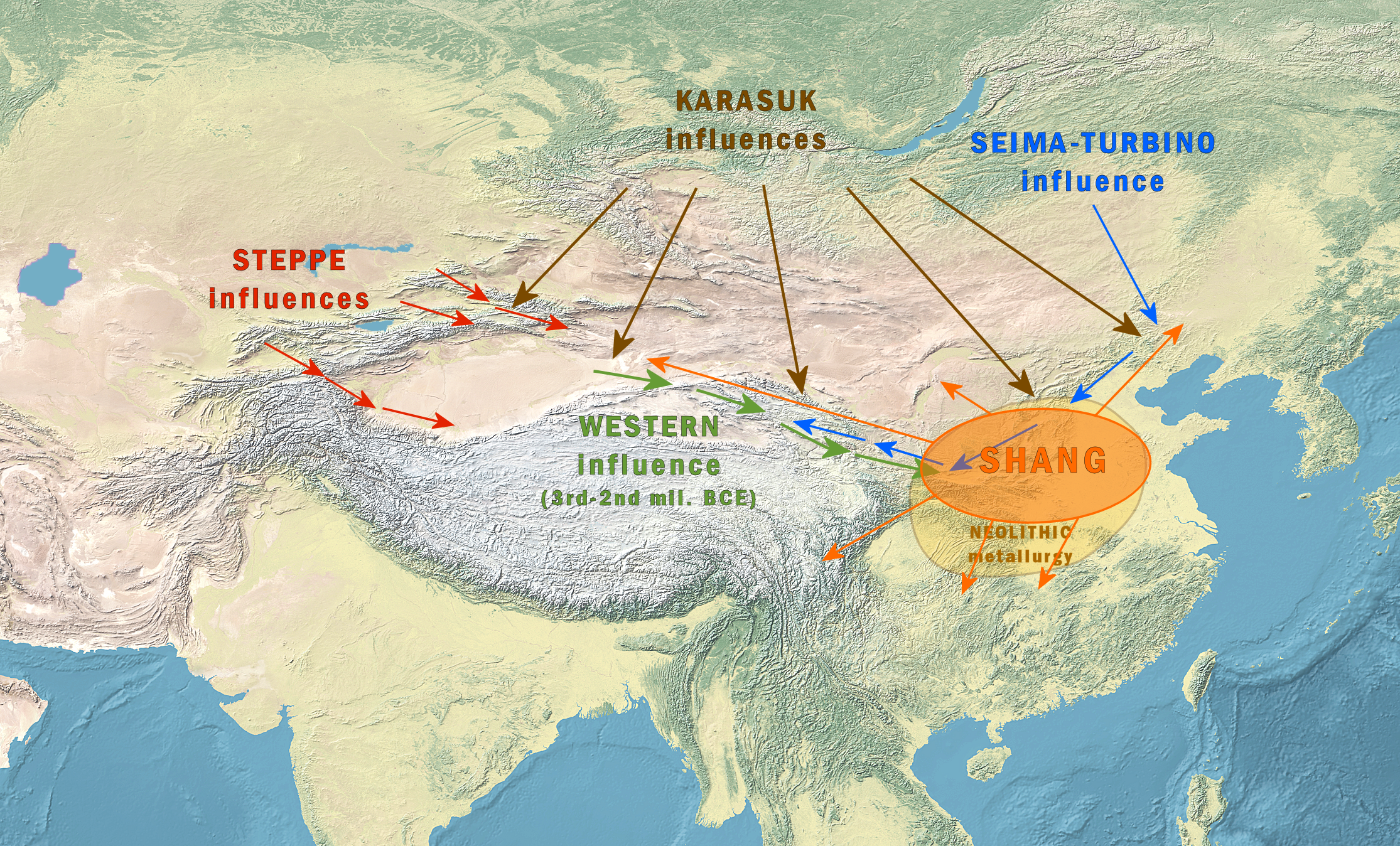
Historické vlivy na čínskou metalurgii. Po skrovné měděné industrii v neolitu, byla Čína ovlivněna metalurgií ze stepních oblastí (andronovská kultura), sejma-turbinskou kulturou a karasukskou kulturou.

Metalurgie karasukské kultury mohla pocházet z dřívější tradice sejma-tubinské kultury. Karasukská kultura tuto tradici rozšířila a stala se jádrem regionálního centra metalurgie, někdy nazývaného "východoasijská metalurgická provincie".
Sejma-turbinská kultura expandovala na západ a v období 2200 až 1700 př. n. l. se setkala s abaševskou kulturou a kulturou Sintašta. Naopak expanze karasukské metalurgie směřovala na východ. Jejich styl byl kopírován po celé střední a východní Asii a dostal se i do Číny, kde byly objeveny četné bronzové předměty vyrobené podle karasukského vzoru. Zejména královské pohřebiště v Jin-sü, které je zapsáno i na seznam světového dědictví UNESCO, datované do období 13. až 11. století př. n. l., tedy do období dynastie Šang, je známé četnými nálezy těchto karasukských napodobenin.
Archeologové předpokládají, že tyto metalurgické inovace převzaly od karasukské kultury stepní kočovníci v kontextu spíše konfliktních vztahů mezi Čínou a jejími severními sousedy. V Číně napodobovali především zakřivené jednobřité nože se zvířecími rukojeťmi a ukládali je do svých hrobek mezi ostatní bronzové předměty. Dohromady tyto vlivy putovaly na vzdálenost více než 3500 km, z oblasti Sajan-Altaj až do středu starověké Číny za Žlutou řeku.

## Genetika
Keyser a kol. v roce 2009 publikoval genetickou studii starověkých sibiřských kultur, jmenovitě andronovské, karasukské, tagarské a taštykské kultury. Během analýzy byly prozkoumáni čtyři jedinci patřící do karasukské kultury pocházející ze čtyř různých míst a datovaných do období 1400 až 800 př. n. l. Dva z nich vlastnili západoeurasijké mtDNA U5a1 a U4 linie. Dva další vykazovali haploskupinu Y-chromozomu R1a1, o které se předpokládá, že značí migraci raných Indoevropanů na východ. Všichni zkoumaní jedinci byli určeni za lidi světlooké s europoidními rysy.

## Sídliště
Sídliště nejsou četná a nacházejí se hlavně jihozápadně od Minusinské pánve. Skládají se z polozemnic a větších zemnic o ploše asi 100 až 200 m2 s kupolovými nebo šikmými střechami pokrytými zeminou na ochranu před chladem.

## Fotogalerie

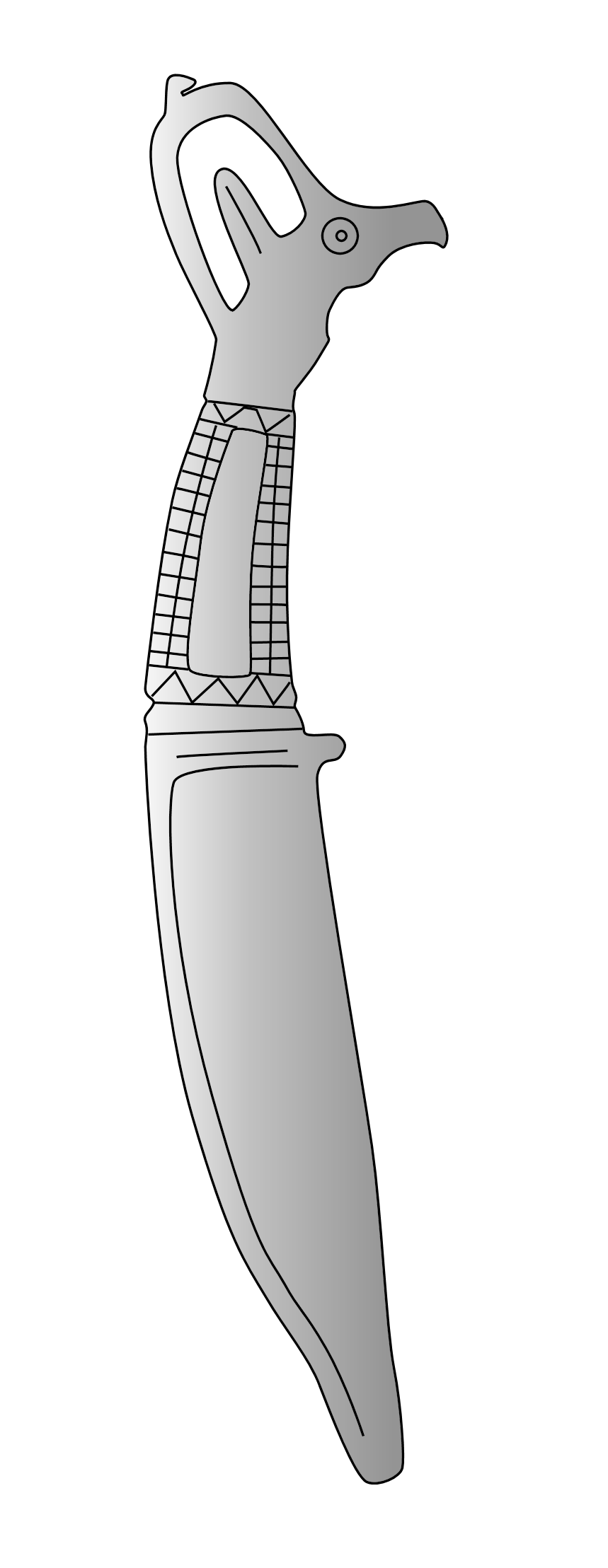
Karasukská čepel s rukojetí ve tvaru zvířete
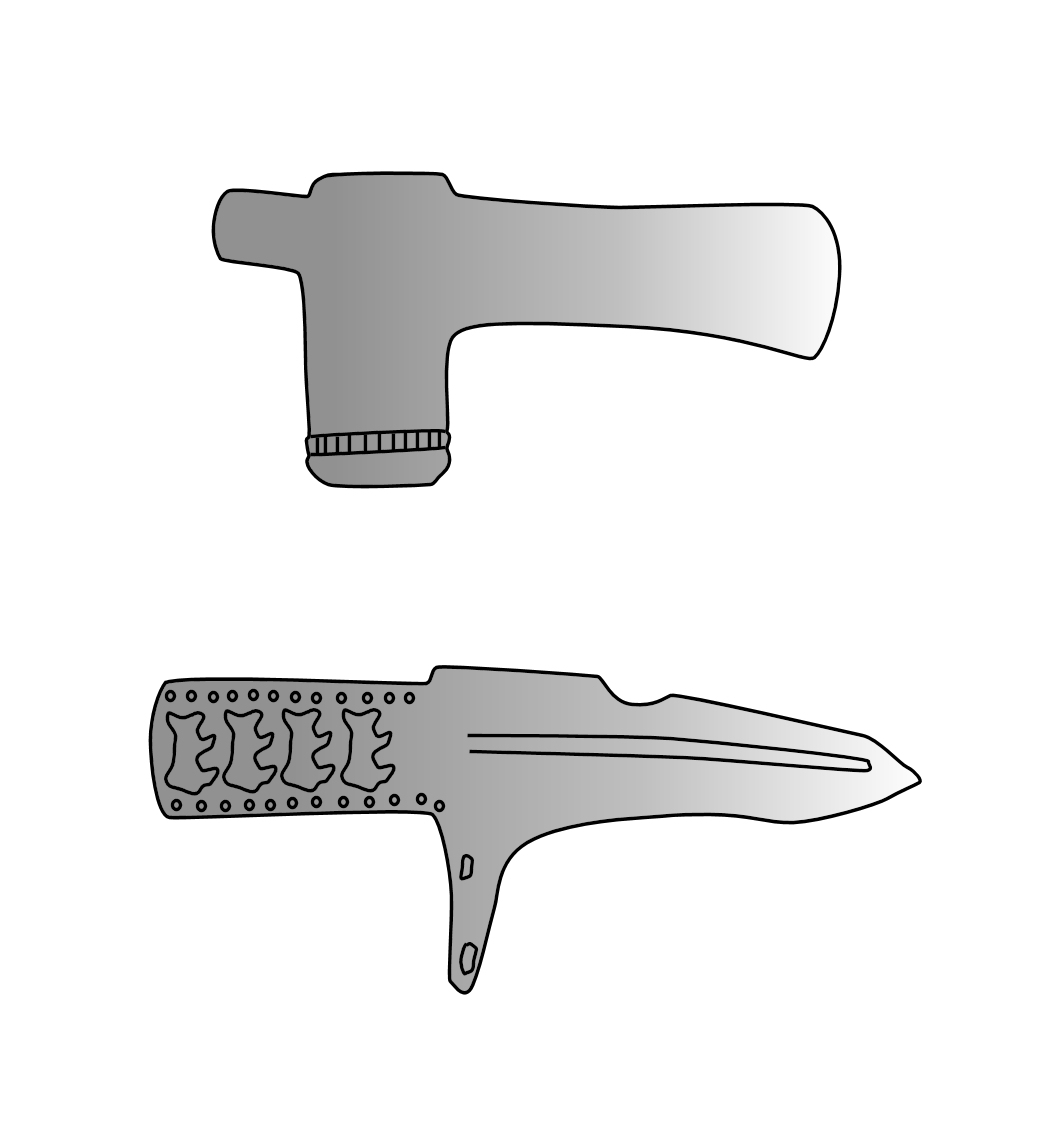
Krasukské bronzové sekery
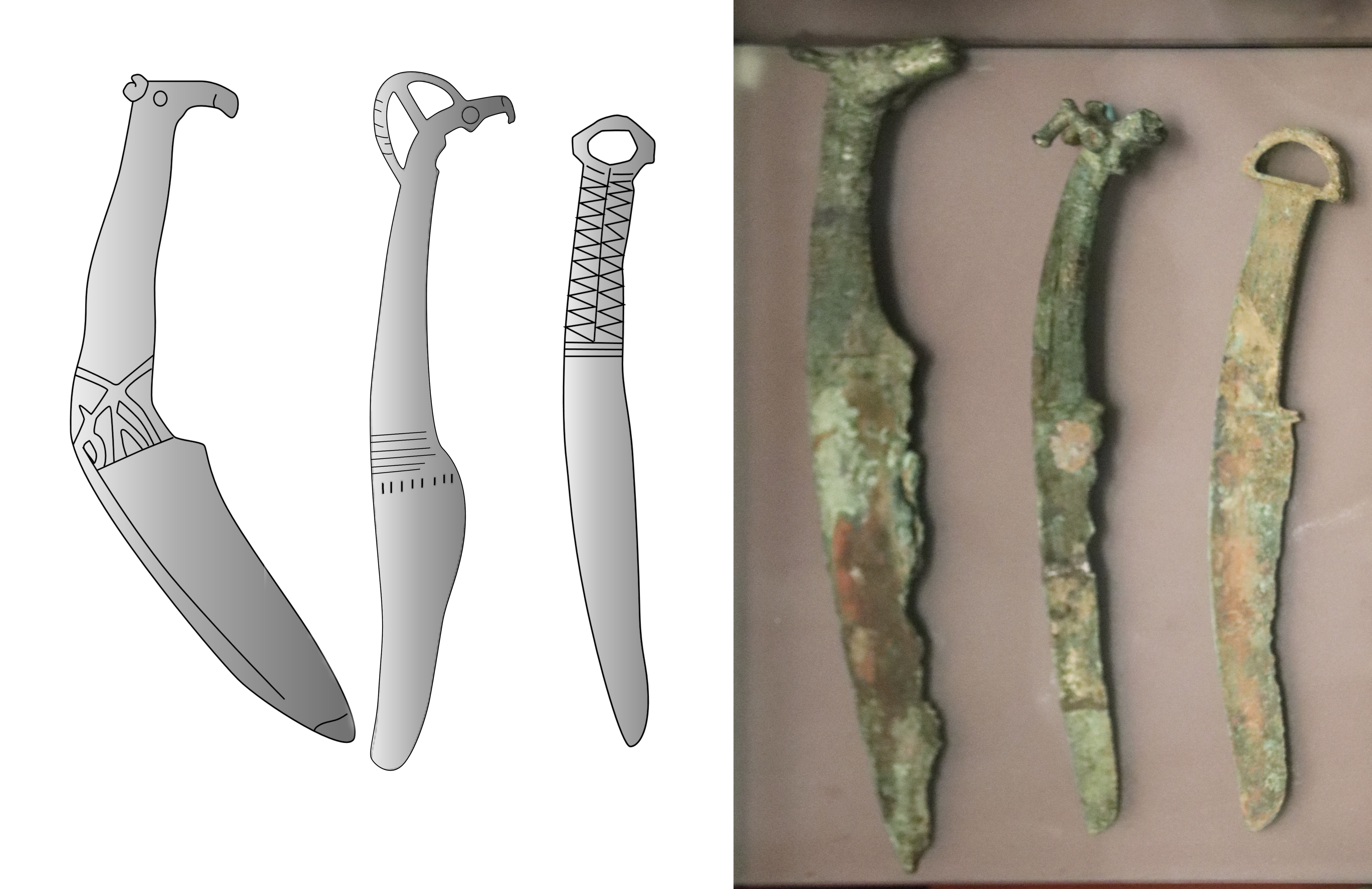
Porovnání karasukských nožů (vlevo) a nožů z období dynastie Šang (vrpavo)
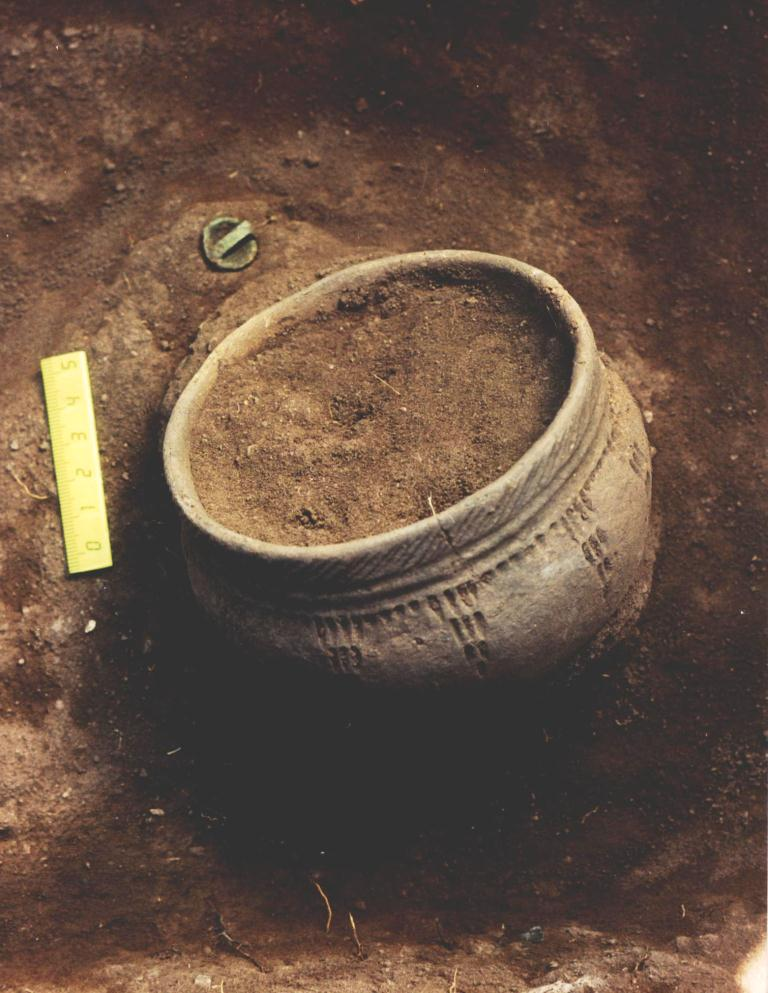
Karasukská keramika
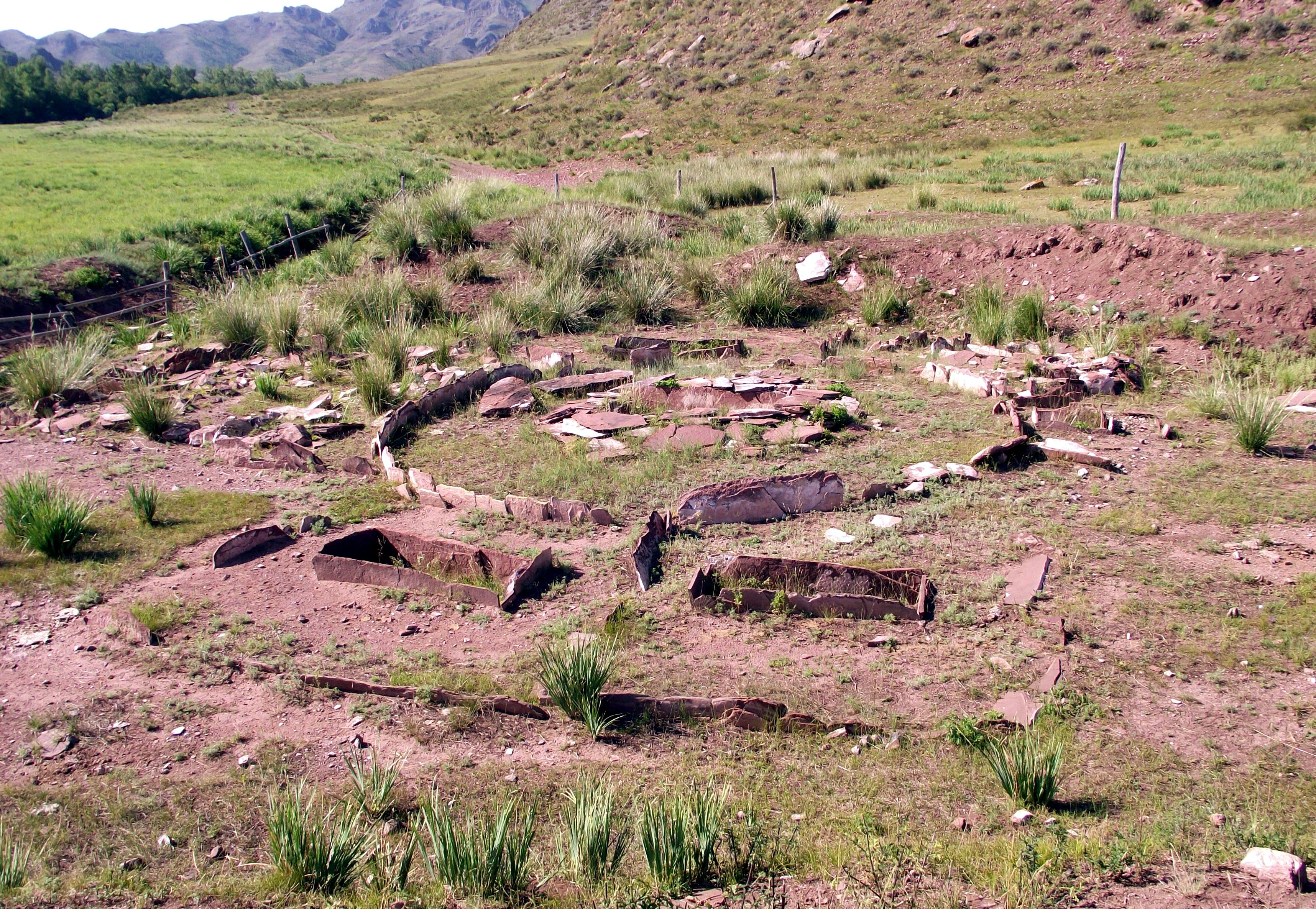
Karasukský pohřeb